# Klaus Greulich
Klaus Greulich ist ein ehemaliger deutscher Basketballspieler und -trainer.

## Werdegang
Greulich spielte ab 1968 für den TuS 04 Leverkusen. Er wurde mit der Mannschaft 1970, 1971 und 1972 als Spieler deutscher Meister. 1970 und 1971 errang er mit Leverkusen des Weiteren den Sieg im DBB-Pokal. Mit den Rheinländern nahm er auch am Europapokal der Landesmeister teil. Er war bis 1973 Leverkusener Spieler, kam in insgesamt 78 Bundesliga-Einsätzen auf einen Schnitt von 7,1 Punkten je Begegnung.
1970 sowie von 1974 bis 1978 war Greulich als Bundestrainer für die Damenauswahl des Deutschen Basketball-Bundes zuständig. Auf Vereinsebene war der beruflich als Sportlehrer tätige Greulich Jugendtrainer in Leverkusen, führte die B-Jugend des Vereins 1972 zum Gewinn der deutschen Meisterschaft, und in den 1980er Jahren Trainer beziehungsweise Co-Trainer beim deutschen Damen-Serienmeister Agon Düsseldorf.